# IC 2933
IC 2933 ist eine Spiralgalaxie vom Hubble-Typ SB?ab im Sternbild Großer Bär am Nordsternhimmel. Sie ist schätzungsweise 401 Millionen Lichtjahre von der Milchstraße entfernt.
Das Objekt wurde am 29. Mai 1903 von Stéphane Javelle entdeckt.